# Marek Kuchciński
assinatura
Marek Tadeusz Kuchciński (Przemyśl; 9 de Agosto de 1955 — ) é um político da Polónia. Ele foi eleito para a Sejm em 25 de Setembro de 2005 com 16061 votos em 22 no distrito de Krosno, candidato pelas listas do partido Prawo i Sprawiedliwość.
Ele também foi membro da Sejm 2001-2005.